# Merry Christmas (I Don’t Want to Fight Tonight)
Merry Christmas (I Don’t Want To Fight Tonight) ist ein Punksong der Ramones, der erstmals 1987 als B-Seite der Single I Wanna Live und 1989 als eigenständige Single und auf dem Album Brain Drain veröffentlicht wurde. Man nimmt an, dass das Lied als Weihnachtsgeschenk und Entschuldigung nach einem gewaltsamen Streit von Joey Ramone für seine damalige Partnerin gedacht war. Eine langsamere, weniger aggressive Neuaufnahme von Joey Ramone erschien 2001 auf CD.
2004 wurde der Originalsong im Soundtrack des Films Verrückte Weihnachten verwendet. Auch in der Serie Beavis and Butt-Head war der Song Teil des Soundtracks zu einer Weihnachtsepisode von 1993. Der deutsche Fernsehsender n-tv führt den Song auf seiner Liste der Weihnachtslieder, die man gehört haben muss, an erster Stelle.